# Hypoalgésie
L'hypoalgésie est un terme médical désignant l'atténuation de la douleur.

## Causes d'hypoalgésie
Cette atténuation de la perception de la douleur peut être induite par exemple par :
- la présence conjointe d'un autre stimulus, qui peut ou ne pas être lui-même douloureux (Le seuil d'apparition de la douleur est plus élevé qu'en l'absence de ce stimulus) ;
- la production d'endorphines, par exemple produites par le cerveau, atténuant la douleur[1] (ce phénomène explique parfois l'effet placébo). Chez le coureur d'endurance, une hypoalgésie survient 20 min après la course, puis une hyperalgésie 30 min après mais aussi d'une phase d'euphorie (cette euphorie, comme l'hypoalgésie semblent induites par des endorphines produites par le cerveau, car elles sont supprimées par la naloxone[2]);
- les suites de certains exercices physiques (au-delà d'un certain seuil d'intensivité et au moins provisoirement)[3],[4]
- Chez le rat-taupe nu, des acides aminés du récepteur TrkA causent une hypoalgésie lui permettant de résister à des conditions climatiques extrêmes[5].